# Marco Aurelio Martínez Tijerina
Marco Aurelio Martínez Tijerina (1964 – 11 de julio de 2010) fue un periodista mexicano, que fue secuestrado y asesinado en la ciudad de Montemorelos en Nuevo León.
Martínez había sido hasta hace poco director del informativo "Contrapunto" de XERN Radio Naranjera 950 AM. Era también corresponsal de TV Azteca y W Radio. En el momento de su muerte en 2010, Martínez era reportero para XEDD La Tremenda, una radio local en Montemorelos, Nuevo León. Solía hacer temas de política, pero no sobre crímenes.
Marco Aurelio Martínez Tijerina fue secuestrado por unos pistoleros el 11 de julio de 2010, mientras conducía su coche (un Pontiac Grand Prix) por el centro de Montemorelos y lo forzaron a subir a su vehículo. Su cuerpo fue encontrado al día siguiente en el mismo Montemorelos con un impacto de bala en la cabeza.